# Iveta Šranková
Iveta Šranková (Aranyosmarót, 1963. október 1. –) olimpiai ezüstérmes csehszlovák válogatott szlovák gyeplabdázó.

## Pályafutása
A Calex Zlaté Moravce gyeplabdázója volt. Tagja volt az 1980-as moszkvai olimpián ezüstérmes csehszlovák válogatottnak. Az 1982-es lille-i Európai Nemzetek Kupáján ezüstérmes, az 1984-es lille-i Európa-bajnokságon kilencedik lett a csapattal.

## Sikerei, díjai
- Olimpiai játékok
  - ezüstérmes: 1980, Moszkva
- Európai Nemzetek Kupa
  - ezüstérmes: 1982, Lille